# Dihidrofolat reduktaza
Dihidrofolat reduktaza (EC 1.5.1.3, tetrahidrofolatna dehidrogenaza, DHFR, pteridinska reduktaza:dihidrofolat reduktaza, dihidrofolatna reduktaza:timidilat sintaza, timidilatna sintetaza-dihidrofolat reduktaza, folna kiselina reduktaza, folna reduktaza, dihidrofolna kiselina reduktaza, dihidrofolna reduktaza, 7,8-dihidrofolat reduktaza, NADPH-dihidrofolat reduktaza) je enzim sa sistematskim imenom 5,6,7,8-tetrahidrofolat:NADP+ oksidoreduktaza. Ovaj enzim katalizuje sledeću hemijsku reakciju
5,6,7,8-tetrahidrofolat + + {\displaystyle \rightleftharpoons } 7,8-dihidrofolat + +
Ovaj enzim iz životinaj i nekih mikroorganizama takođe u manjoj meri redukuje folat do 5,6,7,8-tetrahidrofolata.

## Literatura
- Nicholas C. Price; Lewis Stevens (1999). Fundamentals of Enzymology: The Cell and Molecular Biology of Catalytic Proteins (Third изд.). USA: Oxford University Press. ISBN 019850229X.
- Eric J. Toone (2006). Advances in Enzymology and Related Areas of Molecular Biology, Protein Evolution (Volume 75 изд.). Wiley-Interscience. ISBN 0471205036.
- Branden C; Tooze J. Introduction to Protein Structure. New York, NY: Garland Publishing. ISBN 0-8153-2305-0.
- Irwin H. Segel. Enzyme Kinetics: Behavior and Analysis of Rapid Equilibrium and Steady-State Enzyme Systems (Book 44 изд.). Wiley Classics Library. ISBN 0471303097.
- William P. Jencks (1987). Catalysis in Chemistry and Enzymology. Dover Publications. ISBN 0486654605.

## Spoljašnje veze
- Dihydrofolate+reductase на 